# Seelandschaft mit Pocahontas

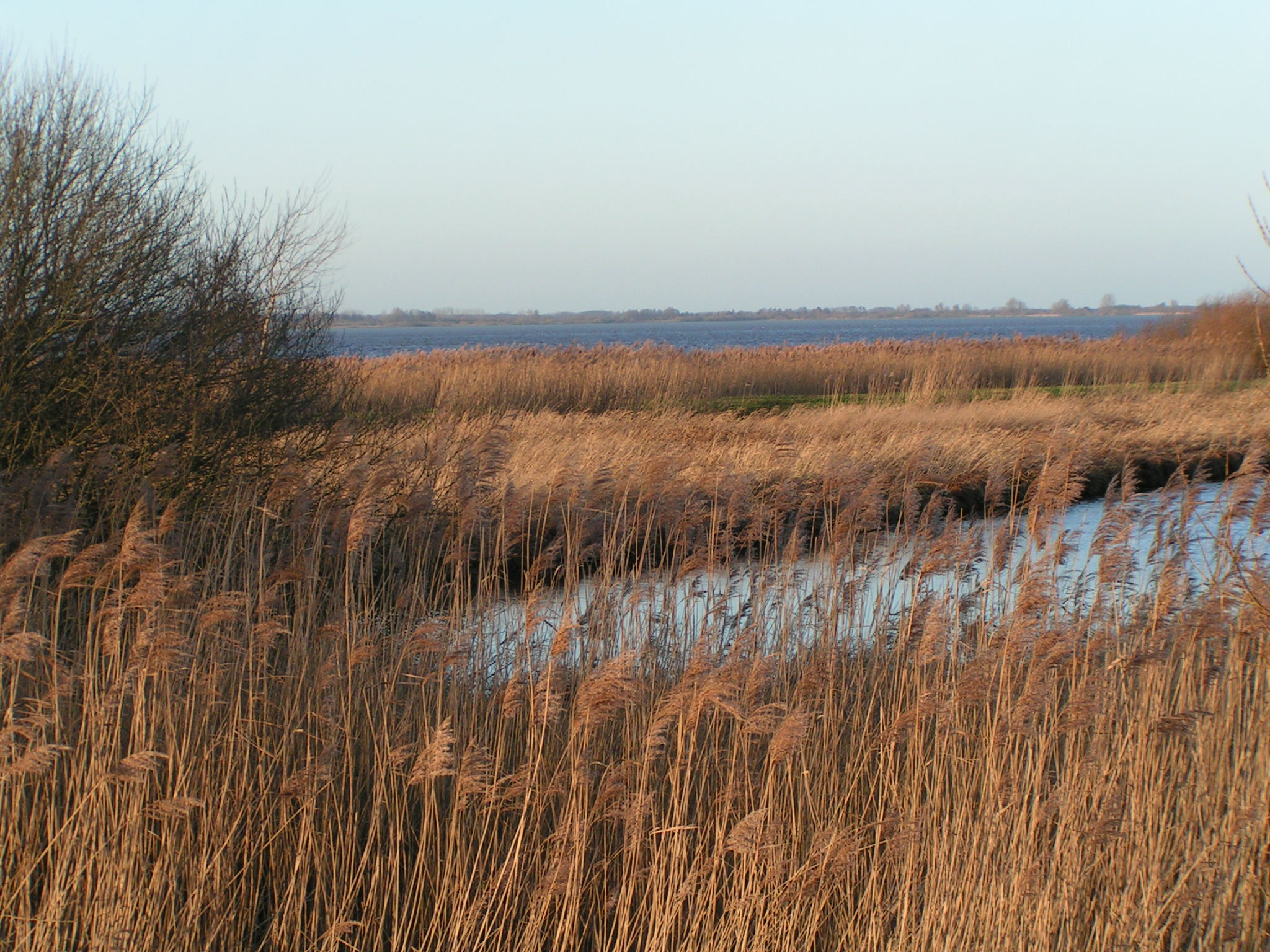
Binsen am Ufer des Dümmers.

Seelandschaft mit Pocahontas ist eine Erzählung des deutschen Schriftstellers Arno Schmidt aus dem Jahr 1953. Sie schildert eine erotische Begegnung des Ich-Erzählers während eines Kurzurlaubs am Dümmer, einem See in Niedersachsen. Die freizügige, teilweise derbe Erotik und der aggressive Atheismus der Figuren hatten ein Strafverfahren zur Folge, das schließlich eingestellt wurde.

## Entstehung und Veröffentlichungen
Seelandschaft mit Pocahontas wurde von Juli bis September 1953 im rheinland-pfälzischen Kastel niedergeschrieben, wo Schmidt damals lebte. Dabei arbeitete er erstmals mit einem Zettelkasten, der über 700 Zettel mit verschiedenen Einfällen enthielt. Die fertige Erzählung umfasst rund fünfzig Druckseiten. Der Rowohlt Verlag, der seine Werke bislang herausgebracht hatte, lehnte eine Veröffentlichung nach negativen Voten seiner Lektoren ab – Wolfgang Weyrauch hatte sich über die inhaltliche „Apologie der Spiesserei“ und die „radikale Onanie“ von Schmidts Sprache aufgeregt. Auch die Frankfurter Verlagsanstalt lehnte den Text ab, wie Eugen Kogon an Schmidt schrieb, hauptsächlich wegen seines „sexuellen Aggregatzustands“. Die Erzählung erschien daher zuerst 1955 im Band 1 der von Alfred Andersch herausgegebenen Zeitschrift Texte und Zeichen des Luchterhand-Verlags. In Buchform kam der nun als „Kurzroman“ bezeichnete Text 1959 im Sammelband Rosen & Porree des Stahlberg Verlags heraus. Nachgedruckt wurde der Text 1966 als Taschenbuch im Fischer Verlag sowie 1987 in der Bargfelder Ausgabe der Arno-Schmidt-Stiftung. 2003 erschien Seelandschaft mit Pocahontas gebunden in der Bibliothek Suhrkamp. In einem Widmungsgedicht, das nur in der Erstausgabe dem Text vorangestellt ist, wird Seelandschaft mit Pocahontas dem Philosophen Max Bense zugeeignet.

## Stil
Die Erzählung ist in der von Schmidt erfundenen Form des „Fotoalbums“ verfasst, die er in den gleichzeitig erstveröffentlichten Berechnungen I erläutert. Da jede Erinnerung mit einem optisch kodierten Schlaglicht beginne, eben dem „Foto“, dem dann erst weitere, „kleinbruchstückige“ Erinnerungen in Textform folgten, beginnt jedes der 18 Kapitel (im Typoskript nennt Schmidt sie noch „Bildraster“) mit einem typographisch abgesetzten, eingerahmten kurzen Text, der in einem Schlaglicht visuelle, zum Teil auch akustische Erinnerung präsentiert. Im Anschluss wird das eigentliche Kapitel erzählt, wenn auch diskontinuierlich, abgehackt in Gestalt eines inneren Monologs oder von knappen Dialogen. In diesen werden, wie bei Schmidt üblich, die Regeln der Orthographie nicht befolgt, er schreibt die Worte vielmehr so, wie die mundartlich geprägten Figuren der Erzählung sie aussprechen.

## Inhalt

### Ich-Erzähler
Wie in Schmidts erzählendem Werk üblich, steht auch im Mittelpunkt von Seelandschaft mit Pocahontas ein Ich-Erzähler, der seinem Autor in vielerlei Hinsicht ähnelt. In diesem Fall heißt er Joachim, ist ein Schriftsteller, Weltkriegsteilnehmer, Heimatvertriebener aus den ehemaligen Ostgebieten des Deutschen Reiches, Brillenträger und lebt an der Saar. Alle diese Eigenschaften teilt er mit seinem Autor, ebenso diverse Meinungen, die er gern und pointiert äußert: Wie Schmidt ist Joachim Atheist, verachtet die Restauration der Adenauer-Jahre und liebt die Lederstrumpf-Romane von James Fenimore Cooper.

### Handlung
Die Handlung spielt im Sommer 1953 – im Text werden der 75. Geburtstag Alfred Döblins und die Krönung von Elisabeth II. erwähnt. Der arme Schriftsteller Joachim (er gibt sich, um sich eventuellen unliebsamen Folgen seiner geplanten sexuellen Aktivitäten entziehen zu können, den Namen „Bomann“ und den Beruf eines Landmessers) unternimmt eine nächtliche Zugfahrt aus dem Saargebiet nach Diepholz, wo er seinen Freund Erich Kendziak trifft, einen verwitweten Malermeister, der in Kriegstagen sein Untergebener war. Gemeinsam fahren sie auf dessen Motorrad weiter zum Dümmer in einen mehrtägigen Urlaub. Wie Tagebuchaufzeichnungen zeigen, hatte Schmidt im Juni 1953 mit seiner Frau Alice selbst eine ähnliche Reise unternommen. In ihrer Pension treffen Joachim und Erich zwei junge Frauen, die als Büroangestellte in einer Textilfabrik „Richtung Osnabrück“ arbeiten: Selma Wientge und Annemarie Waniek. Obwohl Selma verlobt ist und Joachim sie anfangs hässlich findet, kommen die beiden einander rasch näher. Auch Erich und Annemarie finden sich, sodass man schließlich die Zimmer tauscht: Selma zieht zu Joachim in das von den beiden Männern gemietete Doppelzimmer, Erich wechselt in das der Frauen zu Annemarie. Man badet und paddelt gemeinsam, besichtigt die Ausgrabungen neolithischer Pfahlbauten, man räsoniert über Politik, Literatur und Christentum, in dessen Ablehnung Joachim und Selma sich einig sind:

„»dieses ‹Abendmahl›: ‹Das ist mein Leib und Blut› --: mir hat als Kind schon immer vor der Blutfresserei gegraust; ich hab ma gelesen, daß Kannibalen in Innerafrika auch solche Schmierereien feiern ....« und dachte durch Gebärden weiter, hilflos angeekelt: »Liebste Pocahontas!!«“

Der Name Pocahontas, den Joachim Selma gibt, weil sie eine Hakennase, ein Irokesenprofil hat, stammt von einer Indianerprinzessin, die im 17. Jahrhundert einen Weißen namens Smith gerettet hat; außerdem beschreibt er sie als Undine und nennt sie „Pultuke“ (der etruskische Name für Pollux, vielleicht eine Anspielung auf den ostfriesischen Fluss Leda, dessen Name auch der der Mutter der Dioskuren ist) sowie „meine rote Alpha-Riesin“ – eine Anspielung auf den roten Riesenstern Beteigeuze bzw. α Orionis, den beide gerade am Nachthimmel sehen (Selma ist sehr groß gewachsen und hat einen schweren Sonnenbrand).
Nach dem Genuss einer schweren Speise wird Selma übel und sie erbricht sich. Ihre Freundin Annemie plaudert aus, dass Selma bereits Sex mit ihrem Verlobten hat, ihre Übelkeit also Zeichen für eine unerwünschte Schwangerschaft sein könnte. Selma erwartet ihre Menstruation für den Tag ihrer Abreise, sie tritt aber bereits am Vorabend ein.
Nach einer deswegen unbefriedigenden letzten kurzen Nacht reisen die beiden Frauen frühmorgens ab. Die Erzählung endet damit, dass Joachim, der sonst nie um eine kenntnisreiche Erläuterung, einen Widerspruch oder ein Bonmot verlegen ist, zu den Plaudereien seines Freundes einmal schweigt: „Mein Kopf hing noch voll von ihren Kleidern und ich antwortete nicht.“

## Deutung

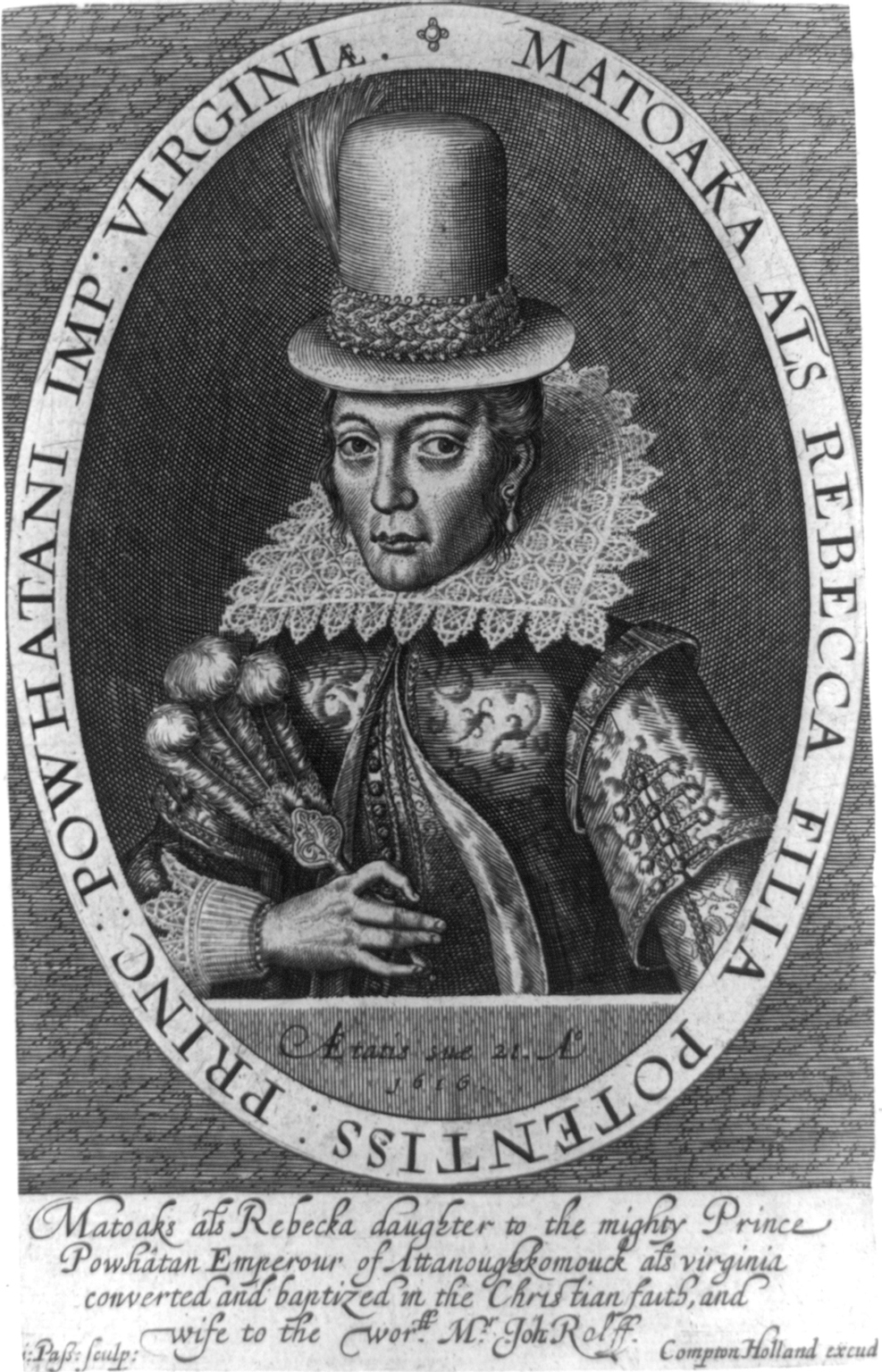
Pocahontas. Kupferstich aus dem Jahr 1616

Laut dem Literaturwissenschaftler Bernd Rauschenbach verband Schmidt in dieser Erzählung zwei Erlebnisse, die ihn bis dahin verfolgt hatten: Im Oldenburgischen war er im Frühjahr 1945 vor seiner Gefangennahme durch britische Truppen zum ersten Mal in ein lebensgefährliches Gefecht geraten; den Großteil des Weltkrieges hatte er ja in einer Schreibstube in Norwegen verbracht. Die Figur der Selma ist nach Hanne Wulff geformt, einer Schülerin des Görlitzer Lyzeums, für die Arno Schmidt als Fahrschüler geschwärmt, die er aber nie angesprochen hatte. Sie taucht bereits im 1946 entstandenen Leviathan auf. Es sei Schmidt in Seelandschaft mit Pocahontas darum gegangen, diese beiden existenziellen Erfahrungen zu bewältigen. Insofern würden im Text Liebe und Tod immer wieder miteinander verknüpft.
Wolfgang Albrecht geht von den Kosenamen aus, die Schmidt seinen Ich-Erzähler für Selma erfinden lässt: Die Nixe Undine und die Indianerprinzessin Pocahontas hätten beide ihren Geliebten nicht vor dem Wasser retten können, obwohl sie es versuchten. Deswegen werde Selma zusätzlich Pulthuke genannt, nach dem Unsterblichen der beiden Dioskuren, die in der Antike als Nothelfer bei Schiffbruch angerufen worden seien. Joachim selber suchte sich den Namen Uthutze aus, den etruskischen Namen für Odysseus: Wie dieser sei er aus dem Krieg gekommen, wie dieser sei er noch nicht wieder zu Hause angekommen.
Klaus Theweleit vertritt die These, dass es in Seelandschaft mit Pocahontas um den Versuch geht, destruktive Prägungen durch die NS-Zeit mit den Mitteln frei gelebter Sexualität auszulöschen. In Faschismus und Krieg sei der Körper immer nur Gegenstand von Gewalt, Zerstörung und Mord. Indem Schmidt nun seinen kriegserfahrenen Joachim in der Umarmung Selmas schildere, unternehme sein Text einen „unaufhörlichen Anlauf auf die Umwandlung von (Nazi)Gewalt in eine Politik der Körperberührung, die die Körper erhält und verlebendigt, indem sie (über sich) lächeln anstatt sich (unaufhörlich) zu töten und abzutöten“.
Für den Literaturwissenschaftler Marius Fränzel steht im Mittelpunkt der Erzählung die Fremdheitserfahrung: Wie Undine, die versucht, bei den Menschen zu leben, aber doch zu den Wassergeistern gehört, wie Pocahontas, die als Indianerin unter Weißen lebt, die den Siedler John Rolfe heiratet, obwohl sie doch John Smith liebt, muss auch Selma, wie es im Text heißt „wieder unter die groben Leute“, das heißt zurück in die Textilfabrik. Die Erzählung schildere – wie die anderen Liebesgeschichten Schmidts auch – den „Versuch zweier Einsamer, entgegen all ihren Erfahrungen zueinander zu finden“.

## Strafverfahren
Einige Textpassagen trugen dem Autor, dem Herausgeber Andersch und dem Verleger Hermann Luchterhand Strafanzeigen zweier Rechtsanwälte wegen Gotteslästerung (§166 StGB von 1953) und Verbreitung unzüchtiger Schriften (damaliger §184 StGB) ein, die vom Oberstaatsanwalt in Trier vor das erweiterte Trierer Schöffengericht (3. März 1956) weitergegeben wurden: Die „unzüchtige Schrift“ enthalte „Religionsbeschimpfungen und Gotteslästerungen […] und weiterhin Schilderungen sexuellen Charakters“, die geeignet seien, „das Scham- und Sittlichkeitsgefühl gesund empfindender Menschen in geschlechtlicher Hinsicht zu verletzen.“ Andersch rechnete schon mit einer dreijährigen Zuchthausstrafe, während Alice Schmidt bereits Planungen anstellte, in die Schweiz und gegebenenfalls weiter in die „Ostzone“ zu fliehen. Ihr Mann war allerdings dagegen:

„Furchtbar wird das. Was soll ich denn in der Schweiz? Und die liefert mich dann schließlich doch aus. Andersch scheint dableiben zu wollen. Der war schon mal im KZ. Dem ist Gefängnis nichts weiter.“

 Die drohende juristische Verfolgung war der Hauptgrund dafür, dass die Schmidts im September 1955 aus dem Dorf Kastel, das im Justizbezirk Trier lag, nach Darmstadt umzogen, wo sie auf eine liberalere Justiz hofften. Das Verfahren wurde von der Staatsanwaltschaft Stuttgart fortgeführt, die ein Gutachten des damaligen Präsidenten der Deutschen Akademie für Sprache und Dichtung Hermann Kasack anforderte. Kasack kam am 21. Juli 1956 zu dem Ergebnis, dass es sich bei Seelandschaft mit Pocahontas „um ein ernst zu nehmendes Sprachkunstwerk handelt, wenn es auch eine Reihe von gewagten Stellen enthält“. Arno Schmidt gehöre „in seiner sprachrevolutionierenden Art zu den interessantesten Erscheinungen unserer Nachkriegsliteratur“; die Prosastudie unterscheide sich „grundsätzlich von der pornographischen Literatur“; auch die atheistischen „Prägungen“ könne er „nicht als Beschimpfung der christlichen Kirche oder als Gotteslästerung“ auffassen. Zudem ziele die Zeitschrift „auf das avantgardistische Experiment“ und habe, wie Kasack auch angesichts ihres „hohen Preis von DM 4,80 für das Heft 1“ vermutete, eine Verbreitung von weniger als 1000 Stück. Vor allem sei der Roman keine „Abhandlung“, wie die Anzeigeerstatter behauptet hatten, sondern ein Werk der Literatur. Das Verfahren wurde am 27. Juli 1956 mit Hinweis auf Artikel 5, Absatz 3 des Grundgesetzes (Kunstfreiheit) eingestellt.
Anhand 2013 veröffentlichter Dokumente wurde inzwischen nachgewiesen, dass hinter der Anzeige gegen Schmidt und Andersch das Erzbistum Köln und dessen Prälat Wilhelm Böhler standen, einer der einflussreichsten römisch-katholischen Geistlichen der Adenauerzeit, der direkte Verbindungen in höchste Kirchen- und Regierungskreise besaß.
In der Folge getraute sich der Stahlberg Verlag, zu dem Arno Schmidt inzwischen gewechselt war, seinen nächsten Roman  Das steinerne Herz im Oktober 1956 nur in einer auf Anraten eines Anwalts purgierten Fassung herauszubringen. Eine unzensierte Fassung, die alle Erotica und politischen Meinungsäußerungen der Urfassung enthielt, erschien erst 1986 im Rahmen der Bargfelder Ausgabe. Die Abänderungen betreffen überwiegend persönlich beleidigende Aussagen über lebende Personen.

## Adaptionen
Anna Pein setzte Arno Schmidts Roman im Jahr 2010 in einer Produktion von HR und RBB als Hörspiel um. Regie führte Oliver Sturm. Es sprachen unter anderem Tilo Werner, Inga Busch, Martin Engler und Larissa Fuchs. Die Deutsche Akademie der Darstellenden Künste nannte das Hörspiel „eine mimetisch clevere Übertragung von Arno Schmidts Roman“. Das Ensemble Die Kulturtechniker inszenierte im Jahr 2005 Seelandschaft mit Pocahontas als elektronisches Musiktheater. Das Schlosstheater Celle zeigte 2014 Seelandschaft mit Pocahontas in einer Bearbeitung für die Bühne von Bernd Rauschenbach, die am 2. Mai 2014 uraufgeführt wurde.

## Rezeption
Günter Grass nannte Seelandschaft mit Pocahontas „meine Lieblingserzählung“ von Arno Schmidt.
Für Walter Kempowski war sie Schmidts „wohl schönste Liebesgeschichte“. Paul Maar zählte es im November 2020 zu den drei Büchern, die sein Leben und Schreiben nachhaltig prägten.